# Малаш Олександра Василівна
Олександра Василівна Малаш (творчий псевдонім Саня Малаш, народилася 23 жовтня 1985 у Києві) — українська письменниця, перекладачка, науковець-філолог, авторка-виконавиця, кандидат філологічних наук, лауреатка літературних конкурсів.

## Життєпис
Закінчила Київський національний університет імені Тараса Шевченка (2007). Упродовж 2008–2016 навчалася в аспірантурі Інституту мовознавства ім. О. О. Потебні за спеціальністю «слов’янські мови» (науковий керівник – професор В. В. Чумак). 
З 2018 працює молодшим науковим співробітником у відділі мов України Інституту мовознавства ім. О. О. Потебні. 

## Творчість
Дебютувала з поетичними творами у студентському збірнику «Свій-танок» (2004). 
Авторка книг: 
- «Душа обирає наосліп» — роман-диптих (2018);
- «Любові багато не буває» — роман (2016, випуск та друк книги був профінансований з бюджету міста Києва у рамках програми підтримки молодих авторів КМДА);
- «Злі історії з добрим фіналом» — збірка малої прози (2020).

Твори Олександри Малаш надруковані:
- у збірниках «Теплі родинні історії», «Вілаґ почуттів», «Їхала маршрутка», «Метро всередині нас»;
- у журналах «Мамине сонечко», «Зернятко», «Склянка часу», «Дніпро», «Київ»;
- в альманахах «Нова проза», «Усі ми родом з дитинства: добра казка».

Поклала на музику поезії Івана Коваленка «Не шкода, що помру…», Григорія Чупринки «Рідний край», «Лірники», Ліни Костенко «Мій перший вірш написаний в окопі», «Цвіте акація», Миколи Сома «Сніги війни» та інші.
Разом із болгарським поетом, бардом, драматургом, перекладачем Димитром Христовим переклала  болгарською мовою поетичну збірку Олександра Козинця «Небесні мелодії». Збірка вийшла 2020 року у місті Софія у Видавництві «Мультипринт».

## Наукова діяльність
2017 року захистила кандидатську дисертацію «Народні флорономени в болгарській мовній картині світу». Сфера наукових інтересів: славістика, лексична семантика, етнолінгвістика, лінгвокультурологія, етимологія, методики викладання філологічних дисциплін. Вела мовознавчу рубрику «Зернятко слова» у львівському журналі «Зернятко». 
Монографії:
1. Болгарські назви рослин: лінгвокультурний вимір. – Київ : Видавн. дім Дмитра Бураго, 2020. – 224 с. ISBN 978-966-489-551-1.
2. Болгарські назви рослин: походження, семантика, символіка. – Київ : Наук. думка, 2021. – 200 с. ISBN 978-966-00-1827-3

Статті:
1. Български народни имена на растения според лечебните им свойства // Българска реч. Списание за езикознание и езикова култура. – София, 2014. – Кн. 1. – С. 48–52.
2. Метафоричне переосмислення понять у болгарських флорономенах із міфологічною семантикою // Компаративні дослідження слов’янських мов і літератур. – Вип. 15. – 2011. – С. 127–131.
3. Семантика антропоморфних флорономенів у болгарській мові // Українське мовознавство. – Вип. 43/1. – 2013. – С. 319–325.
4. Болгарські народні назви рослин: етнокультурний аспект // Вісник Київського національного лінгвістичного університету. Серія: Філологія. – Т. 18. – № 2. – 2015. – С. 124–130.
5. Семантична мотивація болгарських флорономенів зоонімного походження на слов’янському тлі // Система і структура східнослов’янських мов. – Вип. 8. – 2015. – С. 214–222.
6. До питання про структуру і семантику назв рослин у болгарських говірках Одещини // Лінгвістичні дослідження: Зб. наук. праць ХНПУ ім. Г. С. Сковороди. – 2016. – Вип. 41. – С. 48–56.
7. Символіка болгарських назв садово-городніх рослин у лінгвоетнокультурному аспекті // Наукові праці Чорноморського державного університету ім. Петра Могили комплексу «Києво-Могилянська академія». Серія «Філологія. Мовознавство». – 2016. – Вип. 266 (Т. 278). – С. 72–76.
8. Лексикално-семантични характеристики на растителни имена в българските говори в Украйна // Мултикултурализъм и многоезичие. Сборник с доклади от Тринадесетите международни славистични четения. София, 21–23 април 2016 г. – 2017. – С. 521–529 (в съаворство с В. Чумак).

## Відзнаки
- Лауреатка Мистецького молодіжного фестивалю імені Івана Коваленка в місті Боярка на Київщині (авторська пісня «Відпусти мене, осінь»);
- Дипломантка міжнародного літературного конкурсу Коронація слова (роман «Обережно, летять лелеки», 2017).
- Перша премія літературного конкурсу Коронація слова — 2020 у номінації «Пісенна лірика».[2]